# Platysaurus capensis
La lagartija plana del Cabo (Platysaurus capensis) es un reptil escamoso de la familia Cordylidae que se distribuye por Namibia y Sudáfrica.

## Descripción

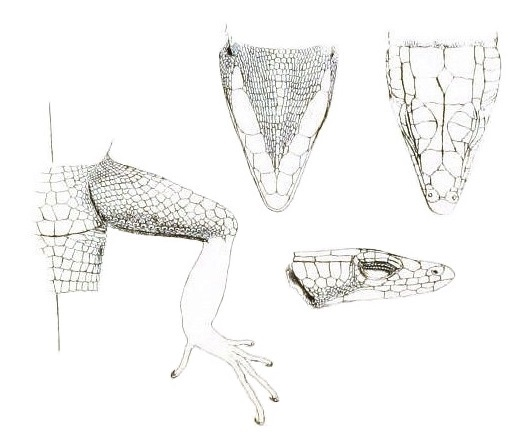
Ilustración; detalles de cabeza y pata

El lomo de las hembras y juveniles es de color marrón oscuro y es recorrido por tres amplias rayas blancas que van de la cabeza a la cola. El vientre es blanco con una mancha negra en el centro. Los machos adultos, tienen la parte anterior del cuerpo azul brillante, a veces manchada o con rayas pálidas. La mitad posterior, incluyendo la cola, es de color rojo oscuro. Los adultos miden de 12 a 17 centímetros de largo.

## Biología
Esta especie se distribuye por el suroeste de África, en Namibia y Sudáfrica, encontrándose en hábitats desérticos preferentemente rocosos. 
Las lagartijas planas cazan emboscando a sus presas, esperando el paso de un insecto en lugares sombreados. También pueden alimentarse de flores y bayas. Son tímidos y a menudo se esconden cuando se sienten amenazados. A menudo se los ve a distancia posados en rocas. Pueden vivir en pequeños grupos. Las puestas de huevos se realizan entre noviembre y diciembre.